# Richard A. Robison
Richard A. Robison  (né le 10 janvier 1933 à Fillmore dans l'Utah) est un paléontologue américain.

## Publications
- (en) Babcock L.E. et Robison R.A., « Taxonomy and paleobiology of some Middle Cambrian Scenella (Cnidaria) and hyolithids (Mollusca) from western North America », University of Kansas Paleontological Contributions Paper, no 121,‎ 1988, p. 1-22 (lire en ligne, consulté le 2 avril 2020).

Il a aussi été directeur de la publication de plusieurs parties de Treatise on Invertebrate Paleontology, un ouvrage publié par la Société américaine de géologie et l'université du Kansas.
- (en) Treatise on Invertebrate Paleontology, Part A: Introduction (sous la direction de Richard A. Robison et de Curt Teichert).
- (en) Treatise on Invertebrate Paleontology, Part G : Bryozoa (sous la direction de Richard A. Robison).
- (en) Treatise on invertebrate paleontology, Part W: Miscellanea : Conodonts Conoidal Shells of Uncertain Affinities, Worms, Trace Fossils, and Problema (sous la direction de Raymond C. Moore).
  - Supplement 2 : Conodonta (Clark D.L., Sweet W.C., Bergström S.M., sous la direction de Richard A. Robison, 1981,  (ISBN 0813730287)).